# استاد 22 مايو
استاد 22 مايو هو ملعب كرة قدم يقع في عدن، اليمن، يتسع لـ 30,000 متفرج، يقع بمديرية الشيخ عثمان بعدن والذي تم إعادة تأهيله بتكلفة تصل إلى خمسة مليارات ريال ليكون الملعب الرئيسي لبطولة خليجي 20، حيث تم تعشيب أرضية الملعب بالنجيل الصناعي واستحداث منصات إضافية للملعب بما فيها مقصورات رئاسية ومقصورات لكبار الضيوف والإعلاميين وإعادة توزيع المساحات الداخلية بما يطابق ومواصفات الاتحاد الدولي لكرة القدم (الفيفا)، وتركيب كراسي المدرجات بطاقة استيعابية لحوالي 30 ألف متفرج، وكذلك القيام بالتجهيزات الفنية والتي تشتمل على الأعمال الكهربائية والإلكتروميكانيكية، والأعمال المدنية الخاصة بتجميل محيط الملعب والبوابة الرئيسية للاستاد. كما شملت أعمال إعادة تأهيل استاد 22 مايو الدولي تأهيل غرف اللاعبين والحكام والمركز الإعلامي وغرف النقل التلفزيوني، وكذلك تركيب مولدات الكهرباء والسماعات الداخلية والشاشات الإلكترونية.

## التاريخ
افتتح الملعب عام 2010.

## أهم الأحداث التي استضافها
- كأس الخليج 2010